# Pitche
Pitche – miasto w północnej Gwinei Bissau; w regionie Gabú nad rzeką Gêba; 4766 mieszkańców (2009).
Większość mieszkańców miasta i regionu pochodzi z ludu Fulbe. Obszar, w którym znajduje się sektor Pitche jest uważany za jeden z najbardziej suchych w Gwinei-Bissau, pokrywa go sawanna. Jedynie tereny nad rzeką Corubal są wilgotne i porasta je gęsta roślinność. Południowa część sektora leży na obszarze Parque de Boé, który razem z Parque de Dulombi stanowią część rezerwatu przyrody Complexo de Área Protegidas Dulombi – Boé Tchetche (określanego również jako „Park Narodowy Dulombi-Boé” (Parque Nacional Dulombi-Boé)).

## Gospodarka
Sektor Pitche jest wyjątkowo mało rozwinięty ekonomicznie, położenie na terenie przygranicznym wpływa na rozwój handlu. Ponadto ludność hoduje bydło i kozy, część z nich zajmuje się rolnictwem, wiele osad jest samowystarczalnych.

## Sektor Pitche
Sektor o powierzchni 2021 km². zamieszkuje 29837 osób (2009).
Siedziba sektora Pitche, cały sektor obejmuje ponad 200 wiosek i osad, wiele z nich to małe osady plemienne (Tabancas), na czele których stoi wódź lub tzw. król społeczności. Do największych wsi w sektorze należą:
- Buruntuma (wioska graniczna, 1159 mieszkańców w trzech osadach)
- Bussira (514 mieszkańców w dwóch osadach)
- Cambore (823 mieszkańców)
- Canquelifá (865 mieszkańców)
- Dara (709 mieszkańców)
- Jaima (1810 mieszkańców w dwóch osadach)
- Joncoro (382 mieszkańców w dwóch osadach)
- Pajama (1287 mieszkańców w trzech osadach)
- Sintcha Demba Jamiel (172 mieszkańców w dwóch osadach)
- Ufoia (1370 mieszkańców w pięciu osadach)